# De Vilde Hjerter
De Vilde Hjerter er en roadmovie, som handler om unge mænds søgen efter identitet, anerkendelse og kærlighed. Filmens titel refererer til knallertbanden 'De Vilde Hjerter', som består af en gruppe danske drenge i begyndelsen af tyverne, der i kraft af deres fællesskab ønsker at finde personlig frihed. Drengenes fællesskab og individuelle forhåbninger sættes på prøve, idet de begiver sig ud på en tur igennem Europa til Pommern i Polen. 'De Vilde Hjerter' er mere end en klub, det er en sindsretning, som af kringlede veje fører dem ind i selverkendelsens dyb: frihed har sin pris!